# Mercedarie del Santissimo Sacramento
Le Mercedarie del Santissimo Sacramento (in spagnolo Mercedarias del Santísimo Sacramento) sono un istituto religioso femminile di diritto pontificio: le suore di questa congregazione pospongono al loro nome la sigla H.M.S.S.

## Storia
Le origini della congregazione risalgono al 25 marzo 1910, quando Maria del Refugio Aguilar y Torres (1866-1937) acquistò una casa a Città del Messico per adibirlo a scuola (il collegio del Santissimo Sacramento); la fondatrice prese l'abito religioso il 2 febbraio 1911 e il 25 dicembre 1912 emise i voti assieme alle sue compagne.
L'istituto soffrì molto a causa della politica anticlericale di Plutarco Elías Calles, ma la persecuzione in patria consentì alle religiose di diffondersi all'estero.
La congregazione venne aggregata all'Ordine di Nostra Signora della Mercede l'11 luglio 1925 e ricevette il pontificio decreto di lode il 22 luglio 1949.

## Attività e diffusione
Le religiose si dedicano all'istruzione e all'educazione cristiana dell'infanzia e della gioventù.
La congregazione è presente nelle Americhe (Cile, Colombia, Costa Rica, Cuba, El Salvador, Guatemala, Messico, Stati Uniti d'America, Venezuela) e in Europa (Italia, Spagna); la sede generalizia è a Città del Messico.
Alla fine del 2008 la congregazione contava 669 religiose in 85 case.